# Palmas d'Aveyron
Palmas d'Aveyron is een gemeente in het Franse departement Aveyron in de regio Occitanie die deel uitmaakt van het arrondissement Rodez. De gemeente telde 1.027 inwoners op 1 januari 2022.

## Geschiedenis
De gemeente is op 1 januari 2016 ontstaan door de fusie van de gemeenten Coussergues, Cruéjouls en Palmas.

## Geografie
De oppervlakte van Palmas d'Aveyron bedraagt 43,58 vierkante kilometer; Op 1 januari 2022 was de bevolkingsdichtheid 23,6 inwoners per km².
De onderstaande kaart toont de ligging van Palmas d'Aveyron met de belangrijkste infrastructuur en aangrenzende gemeenten.

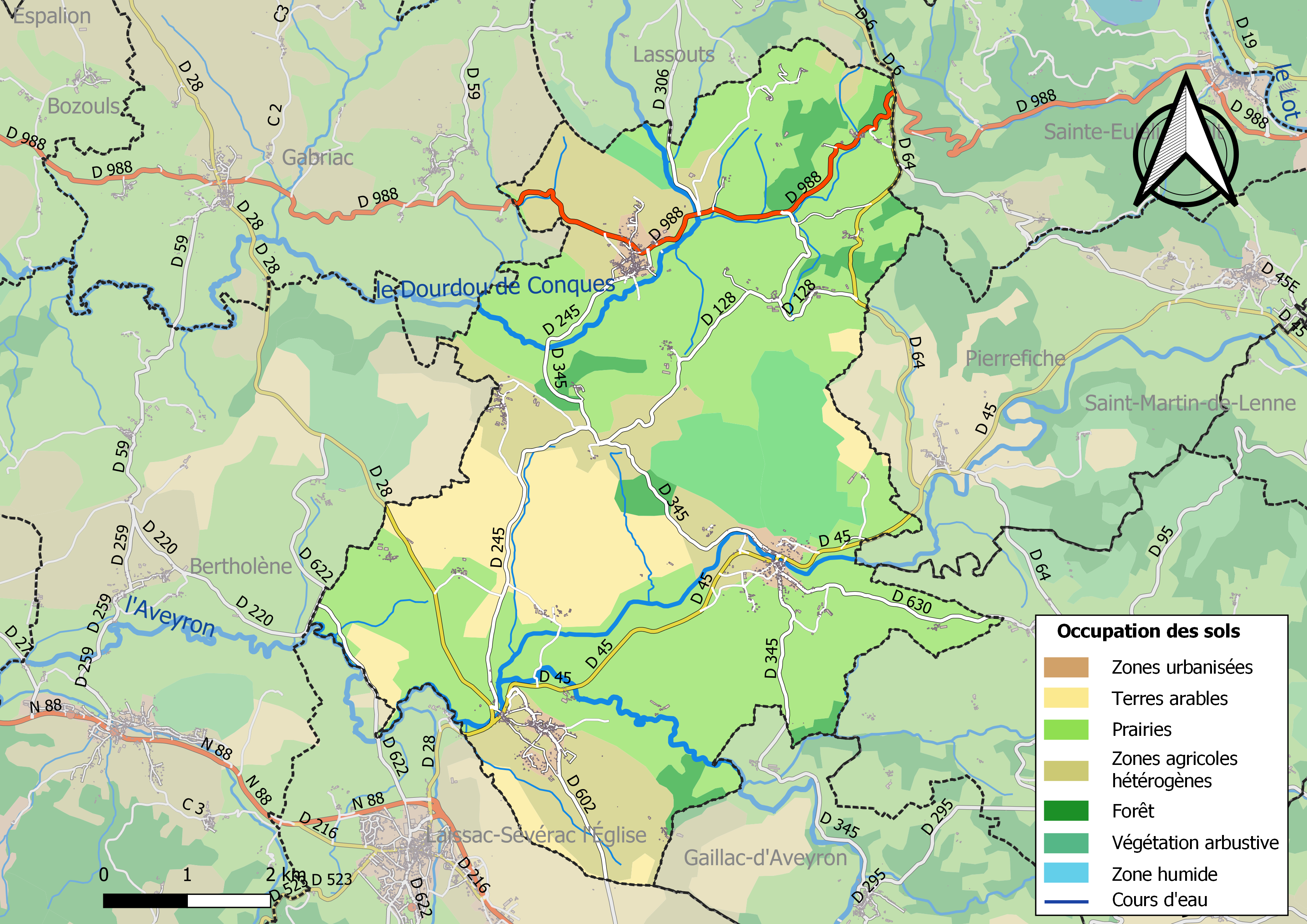

Bertholène · Castelnau-de-Mandailles · Gaillac-d'Aveyron · Laissac-Sévérac-l'Église · Lassouts · Palmas d'Aveyron · Pierrefiche · Pomayrols · Prades-d'Aubrac · Saint-Côme-d'Olt · Saint-Geniez-d'Olt-et-d'Aubrac · Sainte-Eulalie-d'Olt · Vimenet